# Яцовце
Яцовце (словац. Jacovce) — село, громада округу Топольчани, Нітранський край. Кадастрова площа громади — 10.01 км².
Населення 1751 особа (станом на 31 грудня 2019 року).

## Історія
Яцовце згадується 1224 року.

## Населення
| Рік:            | 1994. | 2004.   | 2014.   | 2024.   |
| --------------- | ----- | ------- | ------- | ------- |
| Кількість осіб: | 1807  | 1795    | 1754    | 1770    |
| Різниця:        |       | -0,66 % | -2,28 % | +0,91 % |

| Рік:            | 2023. | 2024.   |
| --------------- | ----- | ------- |
| Кількість осіб: | 1782  | 1770    |
| Різниця:        |       | -0,67 % |